# タイの人名
ここではタイの人名について記述する。

## タイ族における名前
タイ人は名字を使うことは近代に入るまでなかった。一方で名であるが、伝統的に仏教と同時にアニミズムを信仰していたタイ人は、生まれた時に動物の名前（例：牛など）を付けることで災厄を逃れることができると考えていた。サンスクリット=パーリ語がいまだ浸透していない時には純タイ語（外来語ではない単語）を使う道しかなかったため、名の多くは単音節で付けられた。後に動物だけでなく動物以外の単音節の単語も使われるようになった。王族・貴族においては前述の平民と同様の方式で名が付けられたが、仕官するとバンダーサックと呼ばれる官位と、ラーチャティンナナームと呼ばれる王によって与えられた名前が通用名として利用され、本名はあくまで幼名かあだ名として使われるにとどまった。例えば山田長政はタイで官吏となった日本人ではあるが、官吏となったためオークヤー（バンダーサック）・セナーピムック（ラーチャティンナナーム）という名前が使われ、タイの記録には山田長政の表記はない。ところで、貴族のこの名前は昇進などで新たに名前が変えられることが多かったから、非常に流動的であった。
近代（チャクリー王朝初期）においては、貴族・ブンナーク家などで家系を示す名前（ブンナーク）が名の後ろに冠されることもあり、また、代々国主を勤めているような家系では、そのムアン（国）の名前の前に「ナ」をつけて、例えば、ソンクラーの国主の場合、ナ・ソンクラーのようにして家系を示すような、名字的なものがあった。1913年にラーマ6世によって名字法が出されると、平民、官僚の差別なく名字を持つことが定められた。この時、名字を持っていなかったタイ人はどのような名字を作るかで混乱を来した。これに対し、ラーマ6世（ワチラーウット）は自らサンプルを作り官僚に配布したり、官僚らが自分で作成した名字を積極的に承認するなどし、名字の導入を積極的に奨励した。一方で、地方でも有力者がサンプルを作成し、アイデアの浮かばない者に配布した。多くはサンスクリット・パーリ語が多用された。むろん純タイ語も使われた。これによりタイ国民はすべて名字を持つようになった。この時に生まれた風潮は、他人と同じ名字にするのを避けるということである。このためタイでは同じ姓を持つ他の家系は非常に珍しいといわれる。なお姓であるが、他人を呼ぶ時に姓を使うことはタイではまずなく、普通は、公式な場所では名、カジュアルな場面ではあだ名が使われ、姓の役割は個人の特定というところにある。
一方で名にも変化があった。前述したように一音節の名が名字令発布後にも伝統的に使われていたが、義務教育の普及や姓とのバランスなどから、都会では名前に関してもサンスクリット・パーリ語が新たに名前を付ける時に積極的に使われるようになった。従来の一音節の名は特定のグループ内では非常に使いやすいので、あだ名として新たに位置づけられた。そのため、このあだ名は（本名が単音節である場合を除き）タイ人であれば誰でも持っているものである。英語からの外来語が多くなった現在では、外来語の名は避けられる傾向にあるものの、あだ名としては単音節の単語（例：ケーキ、アイス、ゴルフなど）がよく使われる。
1962年以降は、名字法や名称に関連したすべての法律を廃止して仏暦2505年個人名法が成立した。名を付ける時は、国王の名前と類似したものや下賜されたことのないラーチャティンナナーム、意味のない単語、10音節以上の語など以外は、自由に名前を付けることが許されている。姓に関しては、以前は結婚により夫の姓を名乗ることが義務付けられていたが、2004年にタイの憲法裁判所から「夫の姓を名乗るとする条項は違憲である」とする違憲判決がなされた。その後2005年に個人名法の12条が改正され、結婚した組の姓について「男性の姓を名乗る」、「女性の姓を名乗る」、「新たに名字を作成する」、「それぞれ自らの姓を名乗る（夫婦別姓)」の方法が認められている。

## タイの少数民族における名前

### 華人
タイ最大のマイノリティーである華人は言語面で非常に同化が早かったため、タイ式の人名を名乗ることが早い段階で行われた。現在では中国名は華人コミュニティーの間でも絶対的に必要なものではなく、保持する華人もあまり多くない。また、持っていても漢字で書けないことがよくある。現在では、華人がタイ語の名前を漢字に直して中国で名乗ることも多く見られる。
なお、華人の同化が進む以前においては、姓の前に潮州語の「姓」の音訳「セー」を付け、これを名字として、名前・名字の順で名乗ることが多かった（例：シーウイ・セーウン、姓黄、ウンは「黄」の潮州語なまり）が、後に姓を変える例が多く見られた。ただし、この中国的な名字を変えずに使っている人もいる。

### マレー系
タイ国内のマレー人はイスラム教徒であったためアラブ的な名前が多く使われていた。しかし、前述した名字令によって、マレー系も名字を持たざるを得なくなった。マレー半島部・タイ領のマレー人に関しては、ムスリム名が名として使われ、マレー語の単語が多く姓として使われた。ラーマ5世時代にバンコクに連れてこられたマレー人のグループはタイに同化したため、姓・名ともにサンスクリット・パーリ語や純タイ語が使われ、ムスリム名は別に名乗られた（むろんムスリム名とあだ名が同じ物であることもある）。このためバンコクのマレー系は姓・名、あだ名、ムスリム名と多数の名前を保持することになった。